# Nicola Caricola
Nicola Caricola (Bari, Provincia de Bari, Italia, 13 de febrero de 1963) es un exfutbolista italiano. Se desempeñaba en la posición de defensa.

## Selección nacional
Fue internacional con la selección de fútbol sub-21 de Italia en 10 ocasiones.

### Participaciones en Eurocopas
| Eurocopa                | Sede          | Resultado |
| ----------------------- | ------------- | --------- |
| Eurocopa Sub-21 de 1984 | Sin sede fija | Semifinal |

## Clubes
| Club           | País           | Año         |
| -------------- | -------------- | ----------- |
| A. S. Bari     | Italia         | 1981 - 1983 |
| Juventus F. C. | Italia         | 1983 - 1987 |
| Genoa C. F. C. | Italia         | 1987 - 1994 |
| Torino F. C.   | Italia         | 1994        |
| Genoa C. F. C. | Italia         | 1994 - 1995 |
| MetroStars     | Estados Unidos | 1995 - 1997 |

## Palmarés

### Campeonatos nacionales
| Título  | Club           | País   | Año     |
| ------- | -------------- | ------ | ------- |
| Serie A | Juventus F. C. | Italia | 1983-84 |
| Serie A | Juventus F. C. | Italia | 1985-86 |
| Serie B | Genoa C. F. C. | Italia | 1988-89 |

### Copas internacionales
| Título                       | Club           | País    | Año     |
| ---------------------------- | -------------- | ------- | ------- |
| Recopa de Europa             | Juventus F. C. | Basilea | 1983-84 |
| Supercopa de Europa          | Juventus F. C. | Turín   | 1984    |
| Liga de Campeones de la UEFA | Juventus F. C. | Heysel  | 1985    |
| Copa Intercontinental        | Juventus F. C. | Tokio   | 1985    |